# Billy Roberts
Billy Roberts, pseudonimo di William Moses "Billy" Roberts Jr. (Greenville, 16 agosto 1936 – 7 ottobre 2017) è stato un musicista e paroliere statunitense che compose la canzone Hey Joe, la cui versione più nota è quella della Jimi Hendrix Experience.

## Biografia
Frequentò The Citadel, The Military College of South Carolina ma lasciò gli studi per dedicarsi alla vita del musicista itinerante. Imparò a suonare la chitarra a 12 corde e l'armonica blues, sostenendo che era stato allievo di Sonny Terry. Agli inizi degli anni 1960 si recò a New York stabilendosi nel Greenwich Village dove suonava per le strade e nei caffè. Fu lì che compose la canzone Hey, Joe, registrandone il copyright nel 1962. All'inizio dello stesso anno, dopo un breve e turbolento matrimonio, si recò a Reno per ottenere il divorzio. Successivamente, si trasferì a San Francisco, dove suonò di nuovo nei caffè, che divenne la sua base operativa per il resto della sua carriera.
Nel 1964-1965 fece parte del trio folk The Driftwood Singers (con Steve Lalor e Lyn Shepard). Scritturato da David Allen, manager dell'Hungry i (club di San Francisco), il gruppo suonò per diversi mesi al club, aprendo gli spettacoli di Bill Cosby, Carmen McRae, Godfrey Cambridge, e Joan Rivers. Fece anche una tournée nella West Coast, suonando a cene e concerti estivi in giro per Seattle e Vancouver. Il giorno di capodanno del 1965 parteciparono a un grande evento di intrattenimento al penitenziario di San Quentin con Louis Armstrong, Sarah Vaughan, Johnny Cash, un gruppo Mariachi e di hula. In quell'occasione dovrebbe essere stato presente anche il cantante Dino Valenti.
Nel 1965, fu avvisato da un amico di una registrazione di "Hey Joe" realizzata dal gruppo rock della California meridionale, The Leaves. Roberts non sapeva nulla della registrazione e l'amico (Hillel Resner, in seguito suo produttore) si offrì di chiedere a suo padre, un avvocato a San Francisco, di esaminare la questione. L'avvocato scoprì che il cantante folk Dino Valenti aveva rivendicato la paternità della canzone e aveva firmato un contratto con la Third Story Music di Los Angeles. Ciò portò a negoziati che consentirono a Roberts di recuperare i diritti d'autore, ma non riuscì a non far pubblicare numerose altre registrazioni realizzate da molti altri cantautori, oltre a Valenti, che l'avevano rivendicata come autori.
Nel settembre 1968, suonò allo Sky River Rock Festival di Washington, assieme a Big Mama Thornton, James Cotton e ai membri del gruppo Grateful Dead. Anche il suo amico Dino Valenti faceva parte dello spettacolo.
Mentre risiedeva nell'area della baia di San Francisco, suonò in diversi club locali e come artista di apertura per la Steve Miller Band allo Straight Theatre di Haight-Ashbury nel settembre 1967. Aprì anche gli spettacoli del groppo di Santana in un concerto organizzato dall'impresario Bill Graham al Winterland nel 1970.
Nel 1975 registrò l'album Thoughts of California con il gruppo Grits, che produsse assieme a Hillel Resner.
Dopo un grave incidente stradale nei primi anni 1990, fu ricoverato per un periodo nella contea di Sonoma, in California. In seguito si trasferì ad Atlanta, in Georgia, per sottoporsi a riabilitazione. Da allora non si esibì più in pubblico e non registrò altre canzoni, ma godette pei proventi del copyright su quasi 100 canzoni. Morì il 7 ottobre 2017 in una struttura di assistenza in Georgia.
Come centinaia di altri artisti, il chitarrista Roy Buchanan registrò una versione di "Hey Joe" (nel LP del 1974 That's What I Am Here For) che registrò anche "Good God Have Mercy" sul LP del 1976  A Street Called Straight.

## Discografia
- 1975, Thoughts of California, album